# Carlos Oviedo Cavada
Pour les articles homonymes, voir Cavada et Oviedo.
Carlos Oviedo Cavada, né le 19 janvier 1927 à Santiago du Chili et décédé le 7 décembre 1998, est un cardinal chilien, archevêque de Santiago du Chili de 1990 à 1998.

## Biographie

### Prêtre
Carlos Oviedo Cavada est ordonné prêtre le 24 septembre 1949 pour l'ordre de Notre-Dame-de-la-Merci.

### Évêque
Nommé évêque auxiliaire de Concepción avec le titre d'évêque in partibus de Beneventum (de) le 21 mars 1964, il est consacré le 7 juin suivant.
Le 25 mars 1974, il est nommé archevêque d'Antofagasta et en outre administrateur de Calama de 1974 à 1976.
Le 30 mars 1990, il devient archevêque de Santiago du Chili, charge qu'il garde jusqu'au 16 février 1998, quelques mois avant sa mort. Il a la tâche difficile d'assumer le rôle de pasteur de l'Église de Santiago dans les années de retour à la démocratie après le régime militaire, les évêques s'étant opposés dans leur majorité au régime du général Pinochet autour de la figure de son prédécesseur le cardinal Fresno, plus haute en couleur que la sienne.

### Cardinal
Il est créé cardinal par Jean-Paul II au consistoire du 26 novembre 1994 avec le titre cardinal-diacre de S. Maria della Scala.
Il meurt le 7 décembre 1998. Mgr Errázuriz lui succède.